# قائمة البعثات الدبلوماسية في فانواتو

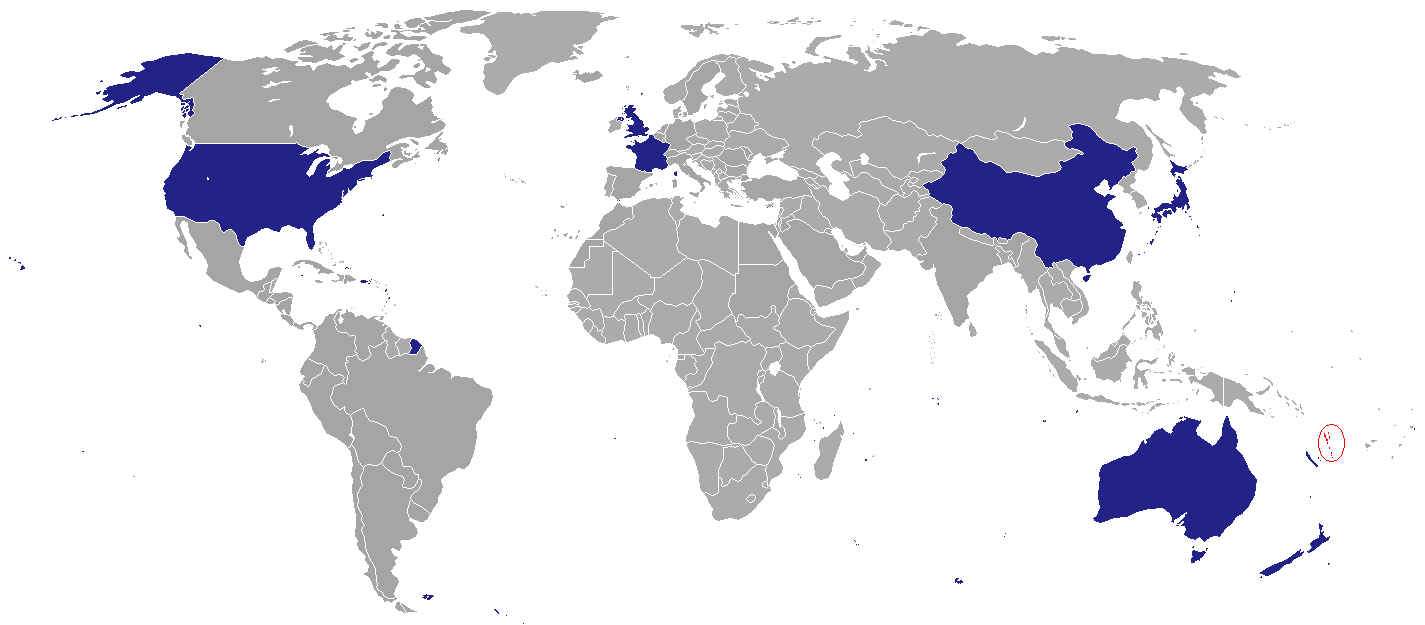
البعثات الدبلوماسية في فانواتو.

تسرد هذه المقالة البعثات الدبلوماسية في فانواتو. في الوقت الحاضر ، تستضيف العاصمة بورت فيلا ست سفارات. تم اعتماد العديد من البلدان الأخرى من خلال سفاراتها في كانبيرا أو في أي مكان آخر.

## سفارات / مفوضيات عليا فيبورت فيلا
- أستراليا[1]
- الصين[2]
- فرنسا[3]
- اليابان[4]
- نيوزيلندا[5]
- المملكة المتحدة[6]

## قنصليات فخرية في بورت فيلا
- بلجيكا[7][8]
- السويد[7][9]

## بعثات أخرى في بورت فيلا
- الاتحاد الأوروبي (مفوضية إقليمية)

## سفارات غير مقيمة / مفوضيات عليا
مقيمة في كانبيرا, في أستراليا، مالم يذكر خلاف ذلك.
- الجزائر
- الأرجنتين
- أفغانستان
- النمسا
- أنتيغوا وباربودا (واشنطن)
- البحرين
- بنغلادش
- بلجيكا
- البرازيل[10]
- بروناي
- بوتان (بانكوك)
- جمهورية أفريقيا الوسطى (بريتوريا)
- ساحل العاج (طوكيو)
- كندا[11]
- تشاد (بكين)
- كولومبيا
- الدنمارك [12]
- مصر
- إستونيا
- إسواتيني (كوالا لمبور)
- إريتريا (طوكيو)
- إثيوبيا
- فيجي (بورت مورسبي)
- فنلندا
- غانا (طوكيو)
- جورجيا
- ألمانيا[13]
- غينيا (طوكيو)
- غينيا بيساو (بكين)
- إندونيسيا
- الهند (بورت مورسبي)
- إيران
- إيرلندا (نيويورك)
- إسرائيل (القدس)
- إيطاليا[14]
- العراق
- الأردن
- الكويت
- قيرغيزستان (طوكيو)
- كوسوفو
- لاوس
- لبنان
- ليبيا
- ليسوتو (طوكيو)
- جزر المالديف (كوالا لامبور)
- مالي (طوكيو)
- ماليزيا (بورت مورسبي)
- مالطا (فاليتا)
- المكسيك
- المغرب
- كوريا الشمالية (جاكرتا)
- نيبال
- النرويج
- هولندا
- سلطنة عمان (طوكيو)
- فلسطين
- باكستان
- الفلبين
- البرتغال
- بولندا
- قطر
- روسيا
- رومانيا
- الصحراء الغربية (ديلي)
- صربيا
- سيراليون (سيؤول)
- سنغافورة (سوفا)
- جنوب أفريقيا
- السعودية[15]
- كوريا الجنوبية[16] (بورت مورسبي)
- إسبانيا[17]
- السودان
- السويد (ستوكهولم)
- سويسرا
- السنغال (طوكيو)
- جنوب السودان
- سيشل
- تايلند
- تايوان (بورت مورسبي)
- تركمانستان (طوكيو)
- طاجيكستان (طوكيو)
- تيمور الشرقية
- توغو (طوكيو)
- تونغا (سوفا)
- تركيا[18]
- تونس
- الولايات المتحدة[19] (بورت مورسبي)
- الإمارات العربية المتحدة
- أوروغواي
- أوغندا
- أوزبكستان
- فنزويلا
- فيتنام
- اليمن
- زامبيا (طوكيو)
- زيمبابوي (طوكيو)